# Ådskär (Lumparland, Åland)
Ådskär är en ö i Åland (Finland). Den ligger i Skärgårdshavet och i kommunen Föglö i landskapet Åland, i den sydvästra delen av landet. Ön ligger omkring 20 kilometer öster om Mariehamn och omkring 260 kilometer väster om Helsingfors.
Öns area är 7,3 hektar och dess största längd är 430 meter i sydväst-nordöstlig riktning.